# 2 Cool 4 Skool/O!RUL8,2?
2 Cool 4 Skool/O!RUL8,2 es el primer álbum recopilatorio del grupo surcoreano BTS. El mismo fue publicado el 23 de mayo de 2014 únicamente en Japón, por la discográfica Pony Canyon.

## Descripción del álbum
El álbum es básicamente un doble CD que trae juntos a los álbumes 2 Cool 4 Skool y O!RUL8,2?, más un DVD con los tres videoclips de los sencillos «We Are Bulletproof Pt. 2», «No More Dream» y «N.O».

## Lista de canciones
| CD 1: 2 Cool 4 Skool |                                          |                                                                        |          |  |
| N.º                  | Título                                   | Escritor(es)                                                           | Duración |  |
| 1.                   | «Intro: 2 Cool 4 Skool» (con DJ Friz)    |                                                                        | 1:03     |  |
| 2.                   | «We Are Bulletproof Pt.2»                | Pdogg, "Hitman" Bang, Supreme Boi, Rap Monster, Suga, Jungkook, J-Hope | 3:45     |  |
| 3.                   | «Skit: Circle Room Talk»                 |                                                                        | 2:11     |  |
| 4.                   | «No More Dream»                          | Pdogg, "Hitman" Bang, Rap Monster, Suga, J-Hope, Supreme Boi, Jungkook | 3:42     |  |
| 5.                   | «Interlude»                              |                                                                        | 0:52     |  |
| 6.                   | «I Like It» (좋아요; Joayo)              | Slow Rabbit, Rap Monster, Suga, J-Hope                                 | 3:51     |  |
| 7.                   | «Outro: Circle Room Cypher»              |                                                                        | 3:49     |  |
| 8.                   | «Skit: On the Start Line» (Pista oculta) |                                                                        | 2:40     |  |
| 9.                   | «Path / Road» (길; Gil, pista oculta)    |                                                                        | 3:49     |  |
| 25:14                |                                          |                                                                        |          |  |

| CD 2: O!RUL8,2? |                                                                           |                                                             |          |  |
| N.º             | Título                                                                    | Escritor(es)                                                | Duración |  |
| 1.              | «Intro: O!RUL8,2?»                                                        | Pdogg, Rap Monster                                          | 1:11     |  |
| 2.              | «N.O»                                                                     | Pdogg, "Hitman" Bang, Rap Monster, Suga, Supreme Boi        | 3:30     |  |
| 3.              | «We On»                                                                   | Pdogg, Rap Monster, Suga, J-Hope                            | 3:51     |  |
| 4.              | «Skit: R U Happy Now?»                                                    |                                                             | 2:28     |  |
| 5.              | «If I Ruled the World»                                                    | Pdogg, Rap Monster, Suga, J-Hope                            | 4:07     |  |
| 6.              | «Coffee»                                                                  | Urban Zakapa, Pdogg, Slow Rabbit, Rap Monster, Suga, J-Hope | 4:20     |  |
| 7.              | «BTS Cypher Pt.1»                                                         | Supreme Boi, Rap Monster, Suga, J-Hope                      | 2:11     |  |
| 8.              | «Attack on Bangtan/The Rise of Bangtan» (진격의 방탄; Jingyeogui Bangtan) | Pdogg, Rap Monster, Suga, J-Hope, Supreme Boi               | 4:07     |  |
| 9.              | «Satoori Rap» (팔도강산; Paldogangsan)                                    | Pdogg, Rap Monster, Suga, J-Hope                            | 3:25     |  |
| 10.             | «Outro: Luv in Skool»                                                     | Slow Rabbit, Pdogg                                          | 1:26     |  |
| 30:16           |                                                                           |                                                             |          |  |

| DVD Benefits: [3 Songs MVs] |                            |                                                                        |          |  |
| N.º                         | Título                     | Escritor(es)                                                           | Duración |  |
| 1.                          | «No More Dream»            | Pdogg, "Hitman" Bang, Rap Monster, Suga, J-Hope, Supreme Boi, Jungkook | 4:49     |  |
| 2.                          | «We Are Bulletproof Pt. 2» | Pdogg, Rap Monster, Suga, J-Hope                                       | 3:52     |  |
| 3.                          | «N.O»                      | Pdogg, "Hitman" Bang, Rap Monster, Suga, Supreme Boi                   | 4:02     |  |
| 12:43                       |                            |                                                                        |          |  |